# Niphadaza
Niphadaza là một chi bướm đêm thuộc họ Crambidae.